# The Storr
The Storr (in gaelico scozzese: An Stòr) è una montagna dell'isola scozzese di Skye (Ebridi Interne), situata nella penisola di Trotternish. Con un'altezza di 719 metri, rappresenta il punto più elevato di questa penisola.

## Geografia
The Storr si trova nella parte nord-orientale dell'isola di Skye, a sud del Quiraing. La montagna si affaccia sul Sound of Raasay.

## Punti d'interesse
Il punto più famoso di The Storr è probabilmente costituito dal cosiddetto Old Man of Storr ("L'anziano di Storr"), un monolito di 55 metri, formatosi grazie all'erosione.